# Ruud van Megen
Ruud C.M.W. van Megen (Heerlen, 10 december 1959) is een Nederlandse toneel- en scenarioschrijver.

## Levensloop
Van Megen studeerde Nederlandse taal- en letterkunde in Utrecht en theaterwetenschappen in Amsterdam. 
Vanaf 1979 schrijft hij voor theater, vanaf 1991 ook voor televisie en film.
Van Megen regisseerde in de jaren tachtig van de vorige eeuw geregeld zijn eigen werk. Ook de latere politicus John Leerdam regisseerde een aantal stukken, bij Cosmic Illusion Productions in Amsterdam.
Willem van de Sande Bakhuyzen regisseerde drie toneelstukken van van Megen: De schrijver en de uitgever (1989), met Peter Blok, Har Smeets en Pierre Bokma, geproduceerd door Theater Bellevue in Amsterdam, Uiteengaan in subgroepen (1991), met Carine Crutzen, Walter Crommelin en Guus Dam, opnieuw geproduceerd door Theater Bellevue, en De Egyptische schaatser (1999), geproduceerd door Hummelinck Stuurman Theaterproducties, een producent voor wie Van Megen meerdere malen heeft gewerkt.
De Egyptische schaatser werd in 1995 gelezen door acteur-muzikant-theatermaker Hans Dagelet, in het kader van Het Festival van het Ongespeelde Stuk in Theater Bellevue Amsterdam. Het stuk werd door de jury aangewezen als de beste tekst in dit festival. In de theaterenscenering werd de rol gespeeld door Sabri Saad El Hamus. De tekst werd vervolgens ook bewerkt tot hoorspel door Ruurd van Wijk, met Jacob Derwig in de hoofdrol, en werd als zodanig de Nederlandse inzending voor de Prix Europa. Het behaalde daar een tweede plaats (1999) in de categorie Radio Drama.
Van Megen werd gevraagd mee te schrijven aan de televisieserie Pleidooi in 1993, en door Hans Dagelet om samen een experimenteel theatergezelschap, Dagelet C.S., op te richten. Op beide verzoeken ging Van Megen in. Vele opdrachten en producties volgden.
Van Megen heeft tot en met 2005 fulltime voor theater, film en televisie gewerkt. Sommige producties waaraan hij heeft meegewerkt wonnen prijzen. Er waren de Zilveren Nipkowschijf voor Pleidooi, de Emmy Award voor All stars en de Oscar voor Karakter. Voor zijn vertolking van De redenaar (2005) werd acteur Victor Löw genomineerd voor een Louis d'Or. Ook andere producties wonnen prijzen, zoals voor Vechtershart in 2017 De tv-beeldenprijs in de categorie Beste script voor een dramaserie, en De tv-beeldenprijs in de categorie Beste dramaserie.
Ook schreef van Megen een libretto voor een opera over Balthasar Gerards, François Guyon (1996), gecomponeerd door Kees Olthuis, die door het NRC Handelsblad besproken werd onder de kop: "Nederland heeft eindelijk nationalistisch-historische opera".
Sinds 2019 wordt Persoonsbewijs zonder J , het waargebeurde oorlogsverhaal van de verzetsstrijders Didi Roos en Marcel Hertz, ieder jaar in Nederland uitgevoerd bij herdenkingen van de Tweede Wereldoorlog.

## Oeuvre
(selectie)
- 1989 - De schrijver en de uitgever, regie: Willem van de Sande Bakhuyzen Producent: Theater Bellevue
- 1991 - Uiteengaan in subgroepen, regie: Willem van de Sande Bakhuyzen  Producent: Theater Bellevue.
- 1993-1994 - Pleidooi, tekst 4 afleveringen in samenwerking met Maria Goos, Hugo Heinen, en Pieter van de Waterbeemd, voor AVRO en BRT, met IDTV.
- 1995 - De pianiste, scenario. Regie: Ben Sombogaart, spel: onder anderen Johanna ter Steege, Peter Oosthoek.
- 1995-1999 - De Egyptische schaatser. Theatertekst/hoorspel, gespeeld door drie acteurs: Hans Dagelet, Sabri Saad El Hamus, Jacob Derwig.
- 1996 - François Guyon, libretto. Componist: Cees Olthuis.
- 1995-1998 - Karakter, medewerking aan het scenario. Regie en scenario: Mike van Diem. Producent: First Floor Features.
- 2000-2002 - All stars, de televisieserie. Regie onder anderen Jean van de Velde en Joram Lürsen, spel onder anderen Antonie Kamerling, Thomas Acda, Kasper van Kooten, Peter Paul Muller, Raymi Sambo
- 2003-2005 - Keyzer & De Boer Advocaten, televisieserie. Hoofdauteur. Schrijvers onder andere: Maarten Lebens, Barbara Jurgens, Frank Ketelaar, Pieter Bart Korthuis, Karin van der Meer.
- 2005 - De redenaar. Regie: Porgy Franssen. Spel: Victor Löw. Producent: Hummelinck Stuurman Producties.
- 2016 - Bomans. Regie: Aat Ceelen. Spel: Reinier Bulder, Annick boer, Randy Fokke, Frederik Brom. Producent: Hummelinck Stuurman
- 2017 - Vechtershart, televisieserie, BNN, NPO 3. Hoofdauteurs Pieter-Bart Korthuis en Maaik Krijgsman. Hoofdrol en co-producent Waldemar Torenstra.
- 2019 - Persoonsbewijs zonder J. Spel: Sander de Heer. Muziek: Edgar van Asselt. Producent: Vermeer van Megen Theaterproducties. Website: https://persoonsbewijszonderj.nl/